# Мойєро
Мо́йєро (рос. Мо́йеро) — річка у Східному Сибіру, на Крайній Півночі Росії, протікає по території Евенкійського району Красноярського краю. Права притока річки Котуя. Належить до водного басейну моря Лаптєвих.

## Географія
Річка бере свій початок за 25 км на північний захід від озера Холю, на західних схилах висоти 637 м, в рівнинній заболоченій місцевості, тече в зоні тайги, по Середньосибірському плоскогір'ю. У верхів'ях Мойєро тече на південь, перетинає полярне коло, плавно завертає на схід, а далі на північ і знову перетинає полярне коло. В середній течії тече весь час на північ; на цій ділянці зустрічаються пороги, найбільший із них — поріг Мугдекен. В нижній течії, близько половини шляху тече на північ — північний схід, а далі круто завертає на захід і впадає в річку Котуй із правого берега, за 25 км на північний схід від озера Есей. В середині і пониззі течія річки швидка, в пониззі зустрічаються перекати.
Довжина річки — 825 км, площа басейну — 30900 км².
Береги річки незаселені. Іноді зустрічаються споруди для тимчасового проживання мисливців — зимники. На лівому березі Річки Котуй, навпроти гирла Мойєро — закинуте селище геологів.

## Гідрологія
Живлення річки змішане, з переважанням снігового. Швидкість течії — 0,7-1,0 м/с в середині та пониззі, 0,4-0,5 м/с — у верхів'ї. В нижній течії ширина русла від 50 до 130 м, при глибинах від 1,2 до 3 м, в середній — від 50 до 160, при глибинах від 1,4 до 1,8 м, у верхів'ї — до 75 м, при глибинах до 2 м.
Замерзає в кінці вересня — початку жовтня, розкривається в кінці травня — початку червня.

## Притоки
Річка Мойєро приймає близько восьми десятків приток, довжиною 10 км і більше. Найбільших із них, довжиною понад 50 км і більше — 11, із них понад 100 км — 5 (від витоку до гирла):
| Назва притоки | Довжина,(км) | Площа водозбірного басейну,(км²) | Відстань від гирла Мойєро,(км) | Витрата води,(м³/с) |
| ліві          | ліві         | ліві                             | ліві                           | ліві                |
| ------------- | ------------ | -------------------------------- | ------------------------------ | ------------------- |
| → Гондакан    | 57           | 433                              | 740                            |                     |
| ← Хойро       | 59           | 423                              | 635                            |                     |
| → Хамнгангда  | 51           | 546                              | 576                            |                     |
| → Мугамгу     | 118          | 1 050                            | 427                            |                     |
| → Делінгдекон | 87           | 973                              | 395                            |                     |
| ← Янггада     | 108          | 1 330                            | 356                            |                     |
| ← Мойерокан   | 146          | 5 860                            | 330                            |                     |
| → Делінгне    | 73           | 1 050                            | 222                            |                     |
| → Мойерокан   | 131          | 1 350                            | 154                            |                     |
| ← Тогой-Юрех  | 123          | 1 710                            | 109                            |                     |
| → Биллеех     | 82           | 366                              | 28                             |                     |